# Iannis Smaragdis
Iannis Smaragdis (en grec: Γιάννης Σμαραγδής, Creta, 1946) és un director de cinema grec.
Va estudiar cinema a Grècia i a París. Es va donar a conèixer el 1972 amb el seu curtmetratge Dyo tria pragmata (Dues Tres coses) que va rebre el primer premi al Festival d'Atenes, així com un Esment Especial al Festival de Cinema de Montreal. Ha ensenyat cursos de mitjans de comunicació de masses en la Universitat Panteion d'Atenes, així com la direcció de cinema i escriptura de guions a les escoles de cinema a Grècia. Ha publicat 2 llibres: Geografia Poètica (1995) i Kavafis (1997) - una pel·lícula sobre la vida de l'escriptor greco-alexandrí Konstantinos Kavafis. Iannis Smaragdis és membre honorari del Sindicat de Directors dels Estats Units.

## Filmografia parcial
- 1983 To tragoudi tis epistrofis, ΤΟ ΤΡΑΓΟΥΔΙ ΤΗΣ ΕΠΙΣΤΡΟΦΗΣ
- 1996 - Kavafis
- 2004 - Spyros Louis
- 2007 - El Greco
- 2017 - Kazantzakis